# Odontotrypes maedai
Odontotrypes maedai – gatunek chrząszcza z rodziny gnojarzowatych.
Gatunek ten opisany został w 2006 roku przez Henry'ego F. Howdena na podstawie pojedynczego samca, odłowionej w 2005 roku w Chudo Rozi.
Holotypowy samiec ma ciało długości 19 mm, ubarwione czarno. Jaskrawo zielony połysk obecny jest na ciemieniu, w punktach i wyżłobieniach brzeżnych przedplecza oraz w punktach i wgłębieniach na pokrywach. Delikatny połysk miedziany zauważalny jest na spodzie ud środkowych i tylnych odnóży. Przód nadustka ostrołukowy. Oczy prawie całkowicie podzielone przez policzki. Wgłębienie na przedpleczu poprzeczne, a zgrubienia krawędziowe kompletne. Na każdej z pokryw pięć rzędów, które nadysku są równe i głębokie. Na brzusznej stronie goleni przednich obecne 3 wyraźne ząbki.
Owad znany tylko z Mjanmy, ze stanu Kaczin.